# Waglukhe
Waglukhe (Wagluhe) /=  'followers' ; Loafers/, jedna od skupina Oglala Siouxa koja se sastoji od dviju ili tri bandi imenovane po poglavicama Blue Horse's Band, American Horse's Band i Three Bear's Band. Smješteni su s plemenima Miniconjou, Oglala, Two Kettle (Oohenonpa), Upper Brulé i Wahzhazhe Sioux na rezervat Rosebud u Južnoj Dakoti gdje možda imaju potomaka među Oglala Indijancima. Istoimena banda Waglukhe pripada i Brulé Siouxima.  Razni autori nazivaju ih i Wagluge, Wagluqe, Loafers, In-breeders.
Najpoznatiji poglavice bili su im American Horse, Three Bears, Red Shirt, Big Mouth (ubio ga je Spotted Tail), Blue Horse.